# José Touré
Pour les articles homonymes, voir Touré.
José Touré, né le 24 avril 1961 à Nancy, est un footballeur français.

## Carrière de joueur

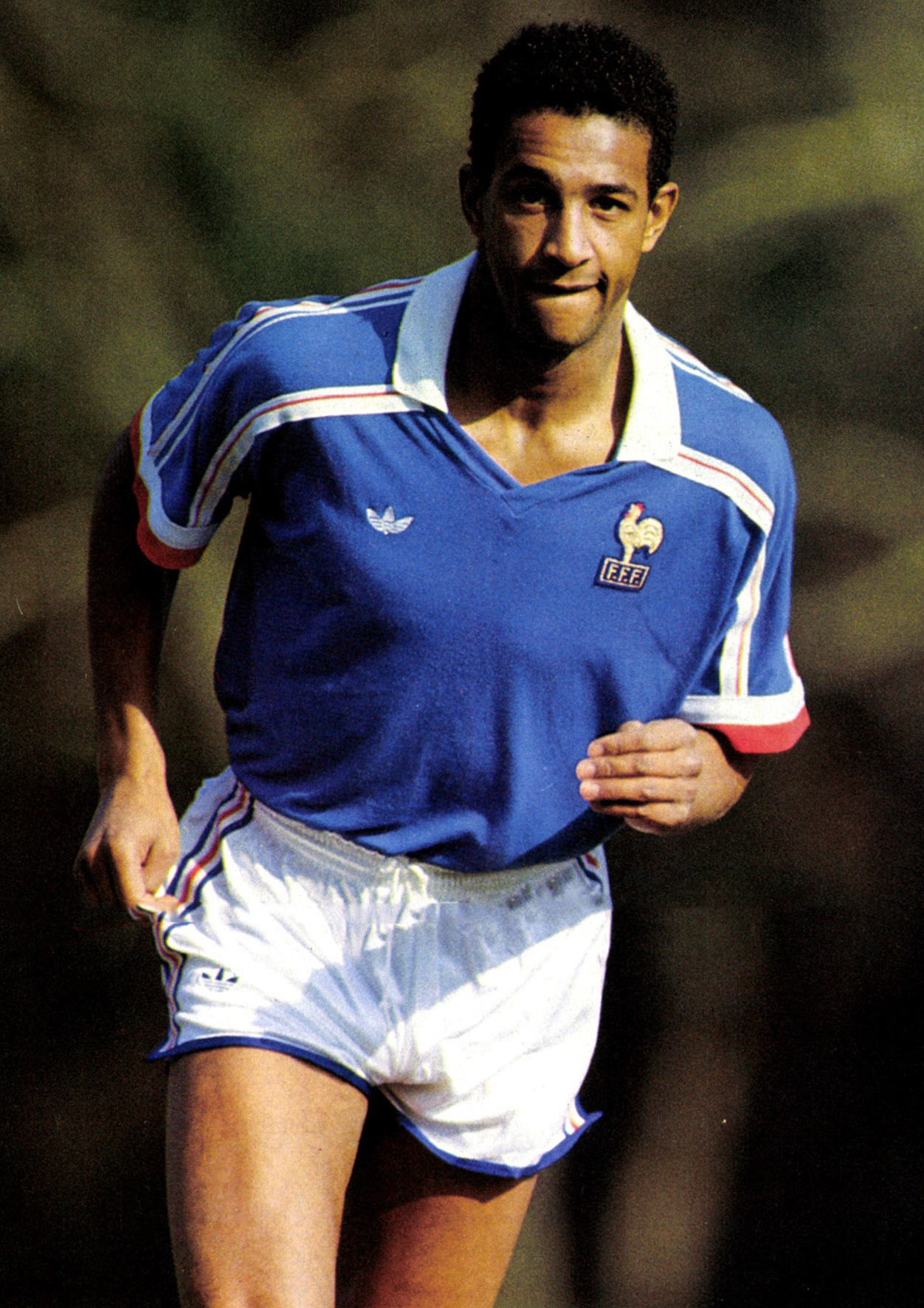
José Touré en 1987

José Touré, né le 24 avril 1961 à Nancy, est un ancien footballeur international français. Fils de Bako Touré (1939-2001), ancien joueur professionnel évoluant alors au FC Nancy, et de Ginette Rimbaud (1930-2018), il grandit dans un environnement bercé par le football.
Héritier du talent paternel, il se distingue par son élégance technique et son sens du jeu, devenant l'une des figures marquantes du football français des années 1980.
En raison de son talent et sa technique hors-norme au football, J. Touré est surnommé « le Brésilien ».
Recruté par le FC Nantes, il débute en championnat de France (D1) le 19 octobre 1979 contre le SC Bastia. Au terme de la saison, il remporte avec les Canaris son premier titre de champion de France (D1). Il récidive  en 1983.
Le 23 avril 1983, il connaît sa première sélection en équipe de France A. Le 11 juin, alors au FC Nantes, il marque un but d'anthologie lors de la finale de la coupe de France remportée 3 buts à 2 par le Paris Saint-Germain. L'année suivante, il devient Champion Olympique avec la France contre le Brésil.
Il intègre ensuite l'équipe de France, championne d'Europe en titre. De 1984 à 1986, il atteint son meilleur niveau, en équipe de France comme en club. Le 11 août 1984, au Rose Bowl de Pasadena, il remporte la médaille d'or olympique en équipe de France, qui s’impose 2-0 face au Brésil. Le 21 août 1985, il remporte la Coupe intercontinentale des nations. Titulaire au côté de Dominique Rocheteau, il participe avec Michel Platini à la qualification des « Bleus » pour la Coupe du monde 1986 au Mexique. La même année, il qualifie le FC Nantes pour les quarts de finale de la Coupe d'Europe en trompant le meilleur gardien du monde de l'époque, le moscovite Rinat Dasaev.
Il se blesse gravement au genou à quelques semaines de la Coupe du monde, lors d'un match de Coupe d'Europe contre l'Inter Milan. C'est le début de la fin. Annoncé comme le fer de lance de l'attaque de l'équipe de France aux côtés de Dominique Rocheteau au mondial, il est évidemment forfait, remplacé par le jeune espoir du FC Bruges, Jean-Pierre Papin.
Annoncé partant du FC Nantes, le Racing, promu en D1, retire son offre, de même que le PSG dont le président Francis Borelli se dit pourtant "amoureux" du "Brésilien" et cherche depuis trois ans à le faire venir à Paris.
Éloigné des terrains pendant six mois, il est malgré tout transféré aux Girondins de Bordeaux, en pleine reconstruction de l'après Giresse. C'est le début de la gué-guerre entre l'OM de Bernard Tapie et le très médiatique président Claude Bez. N'ayant pu attirer Michel Platini ou la révélation du mondial Yannick Stopyra, Claude Bez mise sur José Touré. Un transfert de 10 millions de francs (très en deçà des chiffres annoncés avant sa blessure) et un salaire de 300 000 francs, soit le triple de ses émoluments nantais. Il est alors entraîné par Aimé Jacquet et retrouve d'autres jeunes de l'équipe de France comme Jean-Marc Ferreri ou Philippe Vercruysse. S'il retrouve progressivement le haut niveau et devient champion de France en 1987, il se perd dans des frasques extra sportives et des nuits trop arrosées.
Retrouvant un peu de "lucidité" au printemps suivant, Il est transféré à l'AS Monaco en juin 88, pour 21 millions de francs et un salaire de 700 000 francs mensuel, faisant de lui le footballeur le mieux payé de France. Mais il plonge encore plus dans ses travers nocturnes. Il disparaît peu à peu de la rubrique des sports pour celle des faits divers et est licencié fin 89.
Le 7 février 1989, il connaît sa dernière sélection en équipe de France à l'occasion d'un match amical en Irlande (0-0) où il remplace Stéphane Paille à la mi-temps.
En 2022, le magazine So Foot le classe dans le top 1000 des meilleurs joueurs du championnat de France, à la 74e place.

## Fin de carrière
José Touré passe plusieurs années d'errance entre Saint Tropez, Paris et Tours, accumulant toutes sortes de frasques. Sous l'empire de l'alcool et de la « coke », il est même emprisonné quatre mois ferme pour « coups et voie de fait sur agent de la fonction publique » par le tribunal correctionnel de Tours, et traverse également la verrière de son appartement bordelais.
Ruiné par son « conseiller » et des dépenses inappropriées, il est de plus en plus seul, le foot lui tourne le dos. Soutenu par quelques proches tel Y. Noah ou J.C. Darmon, aidé par son père, qui le fera venir au Mali, il essayera bien de redevenir José le footballeur, mais sans succès et il met un terme à sa carrière.

## Reconversion
Après son retour du Mali en 1992, il est embauché par Jean-Claude Darmon (pour 5000 francs mensuels) puis devient consultant pour Canal+ lors des matches de Ligue 1, et il anime avec Maryse Éwanjé-Épée sa propre émission de radio, Chez José diffusée dans dix-sept pays d'Afrique, émission dans laquelle il reçoit des sportifs et des artistes pour parler, en toute décontraction, de sport, de musique, de l'Afrique, de la vie.
En janvier 2007, il fait partie de l'équipe des DKP sur RMC Info.
Il est ensuite[réf. nécessaire] consultant sur les chaînes du groupe France Télévisions.
En mars 2016, le président du Football Club de Nantes Waldemar Kita déclare que Touré rejoint le club, avec la fonction de « directeur de développement ». Sa mission se termine en janvier 2017.

## Palmarès

### En club
- FC Nantes
  - Champion de France en 1980 et 1983
  - Vainqueur de la Coupe des Alpes 1982
  - Vice-Champion de France en 1981 et  1985
  - Finaliste de la Coupe de France en 1983

- Girondins de Bordeaux
  - Champion de France en 1987
  - Vainqueur de la Coupe de France en 1987
  - Vice-Champion de France en en 1988

- AS Monaco
  - Finaliste de la Coupe de France en 1989

### En sélection
- Champion Olympique en 1984 avec les Olympiques
- Vainqueur de la Coupe Intercontinentale des nations en 1985
- Vainqueur du Tournoi de France en 1988
- Finaliste des Jeux méditerranéens en 1979 avec les espoirs[5]
- Finaliste du Festival International Espoirs en 1980 avec les espoirs

### Distinctions individuelles
- Élu meilleur joueur du Festival International Espoirs en 1980 avec les Espoirs

### Distinctions collectives
- Trophées UNFP 2024 : trophée d'honneur pour l'ensemble du groupe, à l'occasion du 40e anniversaire de la victoire de l'équipe de France olympique aux Jeux olympiques d'été de 1984[6],[7].